# Eurotherme Bad Ischl
Das EurothermenResort Bad Ischl ist ein Thermen- und Hotelkomplex in Bad Ischl in Oberösterreich.

## Geschichte
In Bad Ischl werden seit 1823 Solebäder verabreicht und hier rührt auch der Ursprung der heutigen Eurotherme Bad Ischl. Im 19. Jahrhundert und Anfang des 20. Jahrhunderts existierten in der Stadt rund 15 Kuranstalten, welche Ende des Ersten Weltkrieges durch ein zentrales Kurmittelhaus ersetzt werden sollten. Im Frühjahr 1929 wurde durch die Gemeinde dann mit dem Bau des Gebäudekomplexes begonnen. Kurze Zeit später übernahm das Land Oberösterreich die weitere Bauführung sowie auch in Folge den Betrieb der Landeskuranstalt. Am 28. Juni 1931 wurde das Kurmittelhaus durch den Bundespräsidenten Wilhelm Miklas feierlich eröffnet. Die Errichtung des Kurmittelhauses bildet somit die bauliche Grundlage für die heutige Eurotherme Bad Ischl.
Durch die Erweiterungen 1952 und 1968 kamen ein Inhalationstrakt und ein Hydrotherapietrakt hinzu. 1976 erfolgte in unmittelbarer Nähe die Grundsteinlegung zu einem Viersternebetrieb mit 112 Zimmern. Ursprünglich als Kurhotel bezeichnet, nennt es sich heute Hotel Royal und ist durch den ebenfalls 1976 angelegten unterirdischen Verbindungsgang mit dem Kurmittelhaus verbunden. Im Jahr 1994 wurde der Name Landeskuranstalt offiziell durch Kaiser Therme ersetzt. Per 1. Jänner 2002 erfolgte die Ausgliederung des Kurbetriebs aus der Landesverwaltung und gemeinsam mit dem Hotel die Einbringung in eine GmbH.
Im Juli 2008 fand nach einem großen Umbau eine Neueröffnung statt. Gleichzeitig mit der Modernisierung der Therme, welche rund 32 Millionen Euro kostete, wurde auch eine neue Zentrums-Tiefgarage um rund 8,3 Millionen Euro errichtet. Die Neugestaltung des Bahnhofsvorplatzes schlug mit 1,3 Millionen Euro zu Buche.
Ebenfalls 2008 wurde für den Thermenkomplex und das heutige Hotel Royal der Name EurothermenResort Bad Ischl und die Zusatzbezeichnung Salzkammergut Therme eingeführt.
Das Kurmittelhaus steht unter Denkmalschutz.
Generaldirektor der Eurothermen Resorts war Markus Achleitner, mit 1. Dezember 2018 folgte ihm Thomas Prenneis in dieser Funktion nach.

## Unternehmen
Die Therme gehört mit den Thermen in Bad Schallerbach und Bad Hall zur Dachmarke EurothermenResorts der OÖ Thermenholding GmbH, Oberösterreichs größtem Tourismusunternehmen. Die EurothermenResort Bad Ischl GmbH & Co KG befindet sich in 100-%-Besitz einer Holding des Landes Oberösterreich.
Zum Hotel Royal gehören die Salzkammergut-Therme, die Saunalandschaft Relaxium und das Gesundheitszentrum Physikarium. Die Schwerpunkte im Therapie- und Kurzentrum Physikarium betreffen vor allem die Linderung und Heilung der Atemwege, des Bewegungsapparates und von Burnout-Syndromen. Dabei kommen die vor Ort vorkommenden Naturheilmittel Salz, Sole, Schwefel und Sole-Schlamm zum Einsatz.

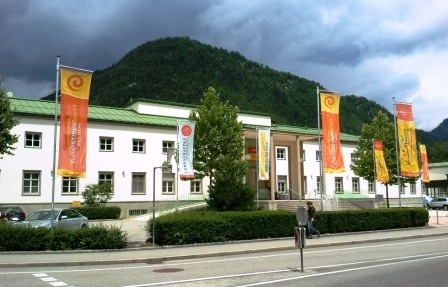
ehem. Kurmittelhaus, heute Eurotherme Bad Ischl